# Zone hostile
Pour plus de détails, voir Fiche technique et Distribution.
Zone hostile (Outside the Wire, littéralement « Â l'extérieur du périmètre ») est un film de science-fiction américain réalisé par Mikael Håfström sorti en 2021.

## Synopsis
Un pilote de drone est envoyé pour surveiller une zone militaire. Il se retrouve à travailler pour un officier androïde chargé de localiser un dispositif apocalyptique avant des insurgés.

## Fiche technique
Sauf indication contraire, les informations mentionnées dans cette section peuvent être confirmées par les bases de données cinématographiques IMDb et Allociné,  présentes dans la section « Liens externes ».
- Titre original : Outside the Wire
- Titre français et québécois : Zone hostile
- Réalisation : Mikael Håfström
- Scénario : Rowan Athale et Rob Yescombe, d'après l'histoire de Rob Yescombe
- Musique : Lorne Balfe
- Direction artistique : Rafael Martin Coronel, Peter Findley et János Szárnyas
- Décors : Kevin Phipps
- Costumes : Caroline Harris
- Photographie : Michael Bonvillain
- Montage : Rickard Krantz
- Production : Rory Aitken, Brian Kavanaugh-Jones, Anthony Mackie et Ben Pugh

Production déléguée : Arash Amel, Fred Berger, Joel Collins et Joshua Horsfield
- Sociétés de production : 42 Films, Automatik Entertainment et Inspire Entertainment ; Pioneer Stilking Films et Leeding Media
- Société de distribution : Netflix
- Pays d'origine :  États-Unis
- Langue originale : anglais
- Genres : science-fiction, action, guerre
- Durée : 114 minutes
- Date de sortie :
  - Monde : 15 janvier 2021 (Netflix)

## Distribution
Sauf indication contraire, les informations mentionnées dans cette section peuvent être confirmées par les bases de données cinématographiques IMDb et Allociné,  présentes dans la section « Liens externes ».
- Anthony Mackie (VF : Jean-Baptiste Anoumon) : capitaine Leo
- Damson Idris (VF : Geoffrey Loval) : lieutenant Thomas Harp
- Enzo Cilenti (VF : Jean-Alain Velardo) : sergent Miller
- Emily Beecham (VF : Laura Blanc) : Sofiya
- Michael Kelly (VF : Jérôme Keen) : colonel Eckhart
- Pilou Asbæk (VF : Yann Sundberg) : Victor Koval
- Kristina Tonteri-Young (VF : Elsa Davoine) : Mandy Bale
- Henry Garrett (VF : Damien Boisseau) : Brydon
- Reda Elazouar (VF : François Bergeron) : Harris
- Brady Dowad (VF : Frédéric Philippe) : Bigfoot

## Production
Le tournage a lieu dans la centrale électrique de Kelenföld à Budapest pendant huit semaines,.